# Pulvinaria tenuivalvata
Pulvinaria tenuivalvata är en insektsart som först beskrevs av Robert Newstead 1911.  Pulvinaria tenuivalvata ingår i släktet Pulvinaria och familjen skålsköldlöss. Inga underarter finns listade i Catalogue of Life.